# Élections législatives israéliennes de 1961
Les élections législatives israéliennes ont eu lieu de manière anticipée le 15 août 1961, en Israël. Le seuil électoral est de 1 %.

## Résultats
| Parti                     | Parti                     | Voix      | %    | Sièges | +/-           |  |
| ------------------------- | ------------------------- | --------- | ---- | ------ | ------------- |  |
|                           | Mapaï                     | 349 330   | 34,7 | 42     | 5             |  |
|                           | Hérout                    | 138 599   | 13,8 | 17     | en stagnation |  |
|                           | Parti libéral             | 137 255   | 13,6 | 17     | 3             |  |
|                           | Parti national religieux  | 98 786    | 9,8  | 12     | en stagnation |  |
|                           | Mapam                     | 75 654    | 7,5  | 9      | en stagnation |  |
|                           | Akhdut HaAvoda            | 66 170    | 6,6  | 8      | 1             |  |
|                           | Maki                      | 42 111    | 4,2  | 5      | 2             |  |
|                           | Agoudat Israel            | 37 178    | 3,7  | 4      | Nv.           |  |
|                           | Poale Agoudat Israel      | 19 428    | 1,9  | 2      | Nv.           |  |
|                           | Coopération et Fraternité | 19 342    | 1,9  | 2      | en stagnation |  |
|                           | Progrès et Développement  | 16 034    | 1,6  | 2      | en stagnation |  |
|                           | Progrès et Travail        | 3 561     | 0,4  | 0      | en stagnation |  |
|                           | Autres partis             | 3 516     | 0,3  | 0      | -             |  |
|                           |                           |           |      |        |               |  |
| Suffrages exprimés        | Suffrages exprimés        | 1 006 964 | 97,1 |        |               |  |
| Votes blancs et invalides | Votes blancs et invalides | 30 066    | 2,9  |        |               |  |
| Total                     | Total                     | 1 037 030 | 100  | 120    | en stagnation |  |
| Abstentions               | Abstentions               | 237 250   | 18,4 |        |               |  |
| Inscrits / Participation  | Inscrits / Participation  | 1 274 280 | 81,6 |        |               |  |